# 대한민국의 전화번호 체계
대한민국의 전화번호 체계는 과학기술정보통신부가 고시하는 전기통신번호관리세칙에 따라 전화, 데이터망 등 전기통신망에 부여되는 번호 체계이다. 국제전화 국가 번호는 82다.

## 요약
대한민국의 전화번호는 다음과 같은 몇 가지 경우로 요약할 수 있다.
- XXXX-YYYY - 같은 지역 안으로 전화를 걸 경우. 국번호 XXXX는 최대 4자리까지, 가입자 개별 번호 YYYY는 4자리로 구성되며, 국번호는 2부터 9까지의 숫자로 시작한다.
- 0NZ-XXXX-YYYY - 지역번호이다. N은 2부터 6까지, Z는 1부터 5까지의 숫자이다.
- 0NN-(0ZZ)-XXXX-YYYY - 일반 전화가 아닌 다른 통신망으로 전화를 걸 경우. 통신망 식별번호 NN은 최대 4자리까지이다. 지역번호는 시외전화에서 다른 지역으로 전화를 걸 때만 사용한다.
- 00N-PPP-QQQQQQQ - 대한민국 바깥으로 전화를 걸 경우. 국제전화 통신망 식별번호 N은 최대 3자리까지이며, 국가 번호 PPP는 국제 표준을 따른다.
- (0ZZ)-1RRR - 1로 시작하는 번호는 특수번호로 별도의 서비스를 제공하는 데 사용된다. 경우에 따라 지역번호가 필요한 경우도 있다.

다음은 0으로 시작하는 통신망 식별번호 및 지역번호와 1로 시작하는 특수번호들을 요약한 것이다.
| 번호            | 용도                                                              |
| --------------- | ----------------------------------------------------------------- |
| 00Y             | 국제전화                                                          |
| 01Y             | 무선전화, 무선호출, 부가통신망                                    |
| 0N0             | 공통 서비스 (각종 지능망 등)                                      |
| 02              | 지역번호 (서울)                                                   |
| 03Z ~ 06Z       | 지역번호                                                          |
| 08Y             | 시외전화                                                          |
| 07Y, 09Y        | (예비)                                                            |
| 10Y             | 통신 사업자 민원안내 등                                           |
| 11Y·12Y·13Y·18Y | 긴급 민원 신고                                                    |
| 13YY            | 공공기관 생활정보, 안내, 상담                                     |
| 14YY            | 기간통신사업자 부가서비스 (수신자부담 전국대표번호)               |
| 15YY·16YY·18YY  | 기간통신사업자 공통부가서비스 및 자율부가서비스 (전국대표번호 등) |
| 17YY·19YY       | (예비)                                                            |

## 국제전화 (00Y)
001부터 009까지는 국제전화를 위하여 사용된다.
이 가운데 003과 007은 예전 별정통신을 위한 번호이며 기간통신사업자도 별도 신고를 통하여 이를 겸업할 수 있다. 별정통신은 2018년 이후 기간통신 분류로 통함되어 현재 설비 보유 재판매에 해당한다. 한 사업자가 여러 번호를 가진 경우는 대개 다른 사업자의 영업을 양수하며 번호를 승계한 것이고, 이후 과금 방식이나 제공 서비스를 약간 달리 구성한다.
| 식별번호                 | 사업자           |
| ------------------------ | ---------------- |
| 001, 00727, 00345        | KT               |
| 002, 00300, 00388        | LG유플러스       |
| 00370                    | (주)원텔         |
| 00377                    | KT파워텔         |
| 00380, 00789             | 드림라인         |
| 00382                    | KT솔루션스       |
| 00386                    | 아이투라인       |
| 005, 00766, 00761, 00762 | SK브로드밴드     |
| 006, 00700, 00321        | SK텔링크         |
| 00701                    | HK텔레콤         |
| 00707                    | 씨씨엠프라자     |
| 00745                    | 베스트테크놀러지 |
| 00747                    | LG헬로비전       |
| 00753                    | 도화텔레콤       |
| 00755                    | 삼성SDS          |
| 00760                    | 대정씨티아이     |
| 00770                    | 새롬기술         |
| 00777                    | 한국케이블텔레콤 |
| 00779                    | 사이버패스       |
| 00782                    | KT네트웍스       |
| 00787                    | 한화S&C          |
| 00788                    | 애니유저넷       |
| 008, 00365               | 세종텔레콤       |

## 이동통신 및 부가통신망 등 (01Y)
010부터 019까지는 이동통신 및 부가통신망 등의 서비스를 위하여 사용된다. 010과 011·016·017·018·019(일명 01X)은 이동전화, 012는 사물 통신용, 015는 무선호출 및 부가서비스, 013X는 선박무선통신·주파수공용통신·무선데이터통신 등, 014XX는 부가통신역무용이다. 011·016·017·018·019(일명 01X) 식별 번호는 방송통신위원회 고시 전기통신번호관리세칙 개정에 따라 2004년 1월 1일 자로 신규가입 부여가 중단되었다.
2000년 당시, 일시에 통·폐합되어 국민들의 혼란을 단시간에 가라앉힌 지역번호와 달리 01X 식별 번호는 2004년 당시, 강제로 통·폐합되지 않았었다. 2021년 6월 30일 자로 통신사 01X 번호는 사용할 수 없게 되었다.
| 번호                | 용도               | 사업자                                                                           |
| ------------------- | ------------------ | -------------------------------------------------------------------------------- |
| 010                 | 이동전화           | 이동통신 공동 사용 식별번호 (2004년 1월 1일 이후 신규 가입 및 변경 시 강제 적용) |
| 0100                | 위성전화           | 글로벌스타                                                                       |
| 011                 | 2G이동전화         | SK텔레콤                                                                         |
| 012                 | 사물통신           | 사물통신용, 과거 무선호출기용                                                    |
| 0130, 0132          | 주파수공용통신     | 주파수공용통신                                                                   |
| 0131                | 항만전화           | 항만전화                                                                         |
| 0133                | 무선데이터통신     | 무선데이터통신                                                                   |
| 01410, 01411, 01412 | 코넷               | 코넷                                                                             |
| 01413, 01414        | 리빙넷             | 리빙넷                                                                           |
| 01421, 01422        | LG U+(구 LG데이콤) | LG U+(구 LG데이콤)                                                               |
| 01431               | 세종텔레콤         | 세종텔레콤                                                                       |
| 01433               | 삼성네트웍스       | 삼성네트웍스                                                                     |
| 01441               | SK브로드밴드       | SK브로드밴드                                                                     |
| 01442               | SK텔레콤           | SK텔레콤                                                                         |
| 01446               | 경기도             | 경기도                                                                           |
| 015                 | 무선호출           | 서울이동통신, 네띠앙                                                             |
| 016                 | 2G이동전화         | KT(구 KTF)                                                                       |
| 017                 | 2G이동전화         | SK텔레콤                                                                         |
| 018                 | 2G이동전화         | KT(구 한솔PCS)                                                                   |
| 019                 | 2G이동전화         | LG유플러스 모바일 (구 LG텔레콤)                                                  |

## 공통 서비스 (0N0)
020, …, 090같이 셋째 자리가 0인 번호는 통신망과 상관 없이 공통적으로 사용할 수 있는 서비스를 위하여 사용된다.
| 번호 | 용도                                                               |
| ---- | ------------------------------------------------------------------ |
| 030  | 통합 메시징 서비스 (UMS)                                           |
| 050  | 개인 번호 서비스                                                   |
| 060  | 전화 정보 서비스 (통화 요금 이외에 정보 이용료가 별도로 부과된다.) |
| 070  | 인터넷 전화 (VolP)                                                 |
| 080  | 착신 과금 서비스 (수신자 부담 전화)                                |

## 700번
700번은 1990년대 전화 정보 서비스 용도로 사용된 번호이다. 1990년, 한국전기통신공사가 생활정보식별번호를 700번으로 일원화하는 계획에 따른 것으로, 세부 내용은 서울과 부산에 전용교환기(TDX-1B)를 설치하고 대구, 인천, 광주, 대전, 전주에서는 여유회선을 이용해 700국번을 부여 하는 것이었다.

## 지역 번호 (02, 0NZ)
020부터 069까지의 번호 중 공통 서비스에 해당하지 않는 번호는 대부분 지역번호이다. 이전에는 2자리부터 4자리까지 특별시(2자리)·광역시(3자리), 시·군 단위(4자리)로 지역번호가 배당되었다. 그러나 지역번호가 너무 세분화되어 있어 지역번호를 기억하기가 어려워 불편이 많아 정보통신부(현 과학기술정보통신부)는 1999년 9월 29일 전기통신번호관리세칙을 통해 전화지역번호를 광역화해 대한민국 내 144개나 존재했던 지역번호를 16개 번호권으로 통합하는 작업을 벌였다. 이 통합 작업에는 서울특별시와 광역시, 제주도는 이전 지역번호체계를 유지하고 나머지 지역은 도 단위별로 단일 지역번호 3자리로 통합되었다.
- 서울 : 02-(X)XXX-XXXX (9 또는 10자리)
- 서울 이외 전 지역 : 0NZ-(X)XXX-XXXX (N=3~6, Z=1~5, 10 또는 11자리)

이때 통일 이후에 활용될 북한 지역에 대한 번호 자원도 확보했으나 별도의 배정 과정은 거치지 않았다. 이러한 통합은 2000년 7월 2일 자로 일제히 시행되었다.
지역번호 통합으로 대한민국 내에서 시외전화를 이용하는 방법도 바뀌었다.
- 번호권 내 시외전화 : 기존에는 지역번호를 누르고 전화번호를 입력하는 방식이었으나 더 이상 지역번호를 누를 필요가 없어졌다.[5]
  - 예 : 경기도 안양에서 수원으로 전화를 걸 때 기존 0331-2XX-XXXX를 누르던 방식에서 통합 후 (031-)2XX-XXXX 누르는 것으로 변경
- 번호권 간 시외전화 : 이전과 같은 방식으로 변경된 지역번호를 누르고 전화번호를 입력하는 방식이다.
  - 예 : 경기도 안양에서 강원도 춘천으로 전화를 걸 때 기존 0361-2XX-XXXX를 누르던 방식에서 통합 후 033-2XX-XXXX를 누르는 것으로 변경

| \| 지역번호 \| 지역 \| \| -------- \| -------------- \| \| 02 \| 서울특별시 \| \| 031 \| 경기도 \| \| 032 \| 인천광역시 \| \| 033 \| 강원특별자치도 \| \| 041 \| 충청남도 \| \| 042 \| 대전광역시 \| \| 043 \| 충청북도 \| \| 044[b] \| 세종특별자치시 \| \| 051 \| 부산광역시 \| \| 052 \| 울산광역시 \| \| 053 \| 대구광역시 \| \| 054 \| 경상북도 \| \| 055 \| 경상남도 \| \| 061 \| 전라남도 \| \| 062 \| 광주광역시 \| \| 063 \| 전북특별자치도 \| \| 064 \| 제주특별자치도 \| | 원칙적으로는 좌측 표의 지역번호를 따르나 통화권의 구역에 따른 일부 예외가 있다. 아래는 그 예시이다. - 경기도 과천시·광명시 일원과 고양시 덕양구 일부(옛 고양군 신도읍·화전읍 지역), 하남시 일부(옛 광주군 서부면 일부), 시흥시 일부(과림동 일대), 부천시 일부(옥길동, 온수공단부지를 포함한 역곡동 일부), 안양시 일부(석수동ㆍ박달동의 각 접경지역), 구리시 일부(아천동 일부)는 지역번호가 02이다. 광명 일원과 고양 일부, 하남 일부는 1970년대 서울시내 전화망 확충(광명시 광명동ㆍ철산동ㆍ옥길동 및 고양시 구 신도읍ㆍ화전읍 지역, 하남시 초이동) 및 시읍면 단위 통화권을 시군 단위 통화권으로 통폐합하는 과정에서 서울시내 전화로 편입(하남시 일부의 서부면 통화권과 광명시 남부의 소하읍 통화권 폐지)된 지역이며, 과천은 원래는 안양통화권(0343)이었으나 정부과천청사의 업무 편의를 위하여 1985년 서울 통화권으로 편입되었다. 안양시 석수동ㆍ박달동 각 경계지역은 광명시와의 미세 경계조정(1987년, 2022년)에 의한 것이다. - 경기도 부천시(600번대) 일원과 안산시 단원구 일부(대부도)는 지역번호가 032이다. 과거 부천시는 소사읍 시절부터 일찍이 인천의 부평전신전화국의 관할에 들어갔던터라(시 승격 이후에 부천전화국 분리) 인천통화권에 포함되었다. 시흥시 중 구 소래읍 지역은 1979년 소래면 통화권(단 1978년에 서울통화권에 편입된 옥길동ㆍ과림동 제외)이 부천전화국 관할로 흡수되면서 인천통화권(032)으로 편입되었고, 거모동 일부와 월곶동, 연성동 등 중부지역은 1996년에 인천통화권으로 편입되었으나 시흥시 내 해당 지역 모두 2000년 지역번호 광역화 개편때 안산통화권으로 조정되면서 현재는 지역번호가 031이다. - 충청남도 공주시 반포면 일부와 계룡시, 충청북도 청주시 서원구 현도면 양지리, 노산리, 하석리는 지역번호가 042이다. - 세종특별자치시 금남면에 위치한 충청남도 산림자원연구소는 지역번호가 041이다. - 경상북도 경산시와, 칠곡군 지천면 낙산리·연호리·용산리는 지역번호가 053(각각 800번대, 310번대)이다. - 대구광역시 군위군은 지역번호가 054(380번대)이다. - 울산광역시 울주군 삼남읍 방기리 등 일부 지역은 지역번호가 055이다. - 서울특별시 강서구 일부(오곡동 일부와 오쇠동 일부)의 업체가 032를 사용하며, 경기도 의정부시 일부(장암동 수락리버시티 아파트)가 02를 사용하는 것처럼 법적인 통화권과 다르게 이웃 지역의 통화권에 연결하여, 이웃 지역의 지역번호를 사용하는 경우도 있다. |
| 지역번호 | 지역 |
| 02 | 서울특별시 |
| 031 | 경기도 |
| 032 | 인천광역시 |
| 033 | 강원특별자치도 |
| 041 | 충청남도 |
| 042 | 대전광역시 |
| 043 | 충청북도 |
| 044 | 세종특별자치시 |
| 051 | 부산광역시 |
| 052 | 울산광역시 |
| 053 | 대구광역시 |
| 054 | 경상북도 |
| 055 | 경상남도 |
| 061 | 전라남도 |
| 062 | 광주광역시 |
| 063 | 전북특별자치도 |
| 064 | 제주특별자치도 |

### 2000년 7월 2일 이전
이 내용은 2000년 7월 2일 이전의 체계를 서술하였다. 취소선은 2000년 7월 2일 지역번호 통합 이전에 사라진 지역번호이다. 시읍면 단위 통화권과 자동화 지역번호가 혼재했던 시절에 잠시 존재했던 5자리 지역번호는 기재하지 않는다.

#### 특별시, 광역(직할)시
| 지역번호 | 지역                         |
| -------- | ---------------------------- |
| 02       | 서울, 과천, 광명             |
| 032      | 인천(부천, 소래, 옹진, 강화) |
| 042      | 대전, 두마                   |
| 051      | 부산(기장)                   |
| 052(2)   | 울산(울주, 언양, 온산)       |
| 053      | 대구(경산, 하양, 달성, 현풍) |
| 062      | 광주(송정)                   |

#### 경기도 (031)
| 지역번호 | 지역                         |
| -------- | ---------------------------- |
| 0331     | 수원(수지, 기흥, 구성)       |
| 0332     | 오산                         |
| 0333     | 평택(안중, 송탄)             |
| 0334     | 안성                         |
| 0335     | 용인(김량장)                 |
| 0336     | 이천(장호원)                 |
| 0337     | 여주                         |
| 0338     | 양평(용문)                   |
| 0339     | 화성(오산, 발안, 남양, 조암) |
| 0341     | 김포(통진)                   |
| 0342     | 성남(분당)                   |
| 0343     | 안양, 군포, 의왕             |
| 0344     | 고양(원당, 일산, 벽제)       |
| 0345     | 안산(반월, 시화)             |
| 0346     | 구리, 미금, 남양주           |
| 0347     | 광주(경안, 하남, 신장)       |
| 0348     | 파주(문산, 금촌, 법원)       |
| 0349     | 강화(온수)                   |
| 0351     | 의정부(양주, 동두천)         |
| 0354     | 동두천                       |
| 0355     | 연천(전곡)                   |
| 0356     | 가평(청평)                   |
| 0357     | 포천                         |

#### 강원도 (033)
| 지역번호 | 지역                         |
| -------- | ---------------------------- |
| 0353     | 철원(동송)                   |
| 0361     | 춘천                         |
| 0363     | 화천                         |
| 0364     | 양구                         |
| 0365     | 인제                         |
| 0366     | 홍천                         |
| 0371     | 원주                         |
| 0372     | 횡성                         |
| 0373     | 영월(상동, 신동)             |
| 0374     | 평창(대화, 횡계)             |
| 0391     | 강릉(주문진)                 |
| 0392     | 속초(고성, 설악, 간성, 거진) |
| 0394     | 동해(옥계)                   |
| 0395     | 태백(도계, 하장)             |
| 0396     | 양양                         |
| 0397     | 삼척(근덕)                   |
| 0398     | 정선(사음)                   |

#### 충청북도(043)
| 지역번호 | 지역             |
| -------- | ---------------- |
| 0414     | 영동             |
| 0431     | 청주, 청원       |
| 0433     | 보은             |
| 0441     | 충주(중원)       |
| 0443     | 제천             |
| 0444     | 단양             |
| 0445     | 괴산(증평)       |
| 0446     | 음성(무극), 진천 |
| 0475     | 옥천             |

#### 충청남도(041)
| 지역번호 | 지역                     |
| -------- | ------------------------ |
| 0412     | 금산                     |
| 0415     | 연기(조치원, 전의, 전동) |
| 0416     | 공주(유구)               |
| 0417     | 천안(성환)               |
| 0418     | 아산(온양, 둔포)         |
| 0451     | 홍성(광천)               |
| 0452     | 보령(대천)               |
| 0454     | 청양                     |
| 0455     | 서산(해미, 태안)         |
| 0456     | 태안                     |
| 0457     | 당진(합덕)               |
| 0458     | 예산(삽교)               |
| 0459     | 서천(한산, 장항)         |
| 0461     | 논산                     |
| 0463     | 부여                     |

#### 경상북도(054)
| 지역번호 | 지역                         |
| -------- | ---------------------------- |
| 0541     | 하양                         |
| 0542     | 청도                         |
| 0543     | 고령                         |
| 0544     | 성주                         |
| 0545     | 칠곡(왜관, 동명)             |
| 0546     | 구미(선산)                   |
| 0547     | 김천                         |
| 0548     | 현풍                         |
| 0561     | 경주(건천, 안강)             |
| 0562     | 포항(구룡포, 오천, 흥해)     |
| 0563     | 영천(금호)                   |
| 0564     | 영덕                         |
| 0565     | 울진(후포, 죽변, 평해, 온정) |
| 0566     | 울릉(독도)                   |
| 0571     | 안동                         |
| 0572     | 영주(풍기)                   |
| 0573     | 봉화                         |
| 0574     | 영양                         |
| 0575     | 청송(진보)                   |
| 0576     | 의성(안계, 탑리)             |
| 0578     | 군위                         |
| 0581     | 문경(점촌, 가은)             |
| 0582     | 상주                         |
| 0584     | 예천                         |

#### 경상남도(055)
| 지역번호 | 지역                   |
| -------- | ---------------------- |
| 0522     | 울산(언양, 온산, 울주) |
| 0523     | 양산                   |
| 0524     | 기장                   |
| 0525     | 김해(진영)             |
| 0527     | 밀양(수산, 삼랑진)     |
| 0551     | 마산(창원, 진북)       |
| 0552     | 함안                   |
| 0553     | 진해                   |
| 0555     | 의령                   |
| 0556     | 고성                   |
| 0557     | 통영(충무)             |
| 0558     | 거제(장승포)           |
| 0559     | 창녕(영산, 남지)       |
| 0591     | 진주(진양)             |
| 0593     | 사천(삼천포)           |
| 0594     | 남해(지족)             |
| 0595     | 하동                   |
| 0596     | 산청                   |
| 0597     | 함양                   |
| 0598     | 거창                   |
| 0599     | 합천                   |

#### 전라북도(063)
| 지역번호 | 지역               |
| -------- | ------------------ |
| 0652     | 전주(완주, 삼례)   |
| 0653     | 익산(이리, 함열)   |
| 0654     | 군산(대야, 옥구)   |
| 0655     | 진안               |
| 0656     | 장수(장계)         |
| 0657     | 무주               |
| 0658     | 김제               |
| 0671     | 남원               |
| 0673     | 임실               |
| 0674     | 순창               |
| 0677     | 고창               |
| 0681     | 정읍(정주, 신태인) |
| 0682     | 신태인             |
| 0683     | 부안               |

#### 전라남도(061)
| 지역번호 | 지역                |
| -------- | ------------------- |
| 0612     | 화순                |
| 0613     | 나주(금성)          |
| 0615     | 함평                |
| 0631     | 목포,신안           |
| 0632     | 진도                |
| 0633     | 완도                |
| 0634     | 해남                |
| 0636     | 무안                |
| 0638     | 강진                |
| 0661     | 순천(승주, 쌍암)    |
| 0662     | 여수(여천군,여천시) |
| 0664     | 구례                |
| 0665     | 장흥                |
| 0666     | 고흥(녹동)          |
| 0667     | 광양(옥곡, 동광양)  |
| 0684     | 담양                |
| 0685     | 장성                |
| 0686     | 영광(법성포)        |
| 0688     | 곡성                |
| 0693     | 영암                |
| 0694     | 보성(벌교)          |

#### 제주도(064)
통합이후 700번대를 사용하고 있다.
| 지역번호 | 지역                     |
| -------- | ------------------------ |
| 0641     | 제주(애월)               |
| 0644     | 고산(한림, 모슬포)       |
| 0642     | 서귀포(남문, 중문, 효돈) |
| 0645     | 성산포(표선)             |

## 시외전화 (08Y)
081부터 089까지의 번호는 시외전화 사업자망을 바꾸는 데 사용된다.
| 번호  | 사업자               |
| ----- | -------------------- |
| 081   | KT                   |
| 082   | LG유플러스           |
| 083   | 세종텔레콤           |
| 084   | SK브로드밴드         |
| 08560 | 브이텔레콤           |
| 08565 | 엔터프라이즈네트웍스 |
| 08566 | SK브로드밴드         |
| 08582 | KT솔루션스           |
| 086   | SK텔링크             |
| 089   | SK텔레콤             |

## 특수번호
| 번호 | 용도                                                                                              |
| ---- | ------------------------------------------------------------------------------------------------- |
| 100  | KT 고객센터                                                                                       |
| 101  | LG유플러스 홈서비스 (구 LG데이콤) 고객센터                                                        |
| 106  | SK브로드밴드 고객센터                                                                             |
| 107  | 손말이음센터                                                                                      |
| 109  | 자살 예방 상담전화 (보건복지부 중앙자살예방센터, 1393과 동일)                                     |
| 110  | 정부 통합 민원 안내 콜센터                                                                        |
| 111  | 간첩 신고 (국가정보원)                                                                            |
| 112  | 범죄 신고 (경찰청)                                                                                |
| 113  | 간첩 신고 (경찰청)                                                                                |
| 114  | 전화번호 안내. 휴대전화에서는 지역번호를 입력하지 않으면 이용중인 통신사 고객센터로 연결된다.     |
| 115  | 전보 접수                                                                                         |
| 116  | 표준시각 안내 (KT)                                                                                |
| 117  | 학교폭력·여성폭력·가정폭력 긴급지원센터 (경찰청)                                                  |
| 118  | 사이버테러 신고 (한국인터넷진흥원)                                                                |
| 119  | 화재·구조·구급·재난신고·병원 정보 안내 (소방청 / 응급 전화번호)                                   |
| 120  | 생활정보 및 민원 (각 광역자치단체 콜센터. 단, 043은 충북도청이 아닌 청주시, 충주시 콜센터로 연결) |
| 122  | 해양 긴급 신고 (해양경찰청)                                                                       |
| 123  | 전기 고장 신고 (한국전력공사)                                                                     |
| 124  | 디지털 방송 콜센터 신고                                                                           |
| 125  | 밀수사범 신고 (관세청)                                                                            |
| 126  | 세무상담센터 (국세청)                                                                             |
| 127  | 마약사범 신고 (검찰청)                                                                            |
| 128  | 환경오염 신고 (환경부)                                                                            |
| 129  | 보건복지콜센터 (보건복지부)                                                                       |
| 1300 | 우체국 민원안내 (우정사업본부)                                                                    |
| 1301 | 마약·범죄종합신고 (검찰청)                                                                        |
| 1308 | 위기임산부 상담지원센터 (보건복지부)                                                              |
| 131  | 일기예보 (기상청)                                                                                 |
| 132  | 법률 상담 (대한법률구조공단)                                                                      |
| 1330 | 관광 정보 안내 (한국관광공사)                                                                     |
| 1331 | 인권 침해 상담 (국가인권위원회)                                                                   |
| 1332 | 금융 민원 상담 (금융감독원)                                                                       |
| 1333 | 교통 정보 안내 (국토교통부)                                                                       |
| 1335 | 방송통신 민원 (과학기술정보통신부)                                                                |
| 1336 | 개인정보 침해 상담 (한국인터넷진흥원)                                                             |
| 1337 | 테러 신고, 안보상담 (군사안보지원사령부)                                                          |
| 1338 | 통신민원 상담 (과학기술정보통신부)                                                                |
| 1339 | 질병관리청                                                                                        |
| 1350 | 노동법령, 제도상담 (고용노동부)                                                                   |
| 1355 | 국민연금 상담 (국민연금공단)                                                                      |
| 1357 | 중소기업 지원 (중소벤처기업부)                                                                    |
| 1365 | 자원봉사 안내 (행정안전부)                                                                        |
| 1366 | 여성 긴급전화 (여성가족부)                                                                        |
| 1369 | 금융정보 조회 (금융결제원)                                                                        |
| 1372 | 소비자 민원 (소비자상담센터)                                                                      |
| 1377 | 방송통신심의 민원 (과학기술정보통신부)                                                            |
| 1379 | 정부민원안내 (국민권익위원회)                                                                     |
| 1380 | 수출안내통합콜센터 (FTA통합콜센터)                                                                |
| 1382 | 주민등록증 진위 확인 (행정안전부)                                                                 |
| 1385 | 기업불편 신고 (감사원, 188과 동일)                                                                |
| 1388 | 헬프콜 청소년 긴급전화 (한국청소년상담복지개발원 : 여성가족부 유관 기관)                          |
| 1390 | 선거법 안내 (중앙선거관리위원회)                                                                  |
| 1391 | 아동학대 상담 (보건복지부 중앙아동보호전문기관)                                                   |
| 1393 | 자살 예방 상담전화 (보건복지부 중앙자살예방센터, 109와 동일)                                      |
| 1397 | 서민금융 다모아 콜센터                                                                            |
| 1398 | 부패신고 (국민권익위원회)                                                                         |
| 1399 | 부정·불량식품 신고 (식품의약품안전처)                                                             |
| 182  | 경찰 민원 신고 (경찰청)                                                                           |
| 188  | 기업불편 신고 (감사원, 1385와 동일)                                                               |

## 기간통신사업자 공통부가서비스
전국대표번호 등에 쓰이는 번호다. 이 전국대표번호는 수신자 요금 부담 번호가 아니며, 대부분 시내통화가 적용된다. 일부 가입자의 전국대표번호는 시외통화가 적용될 수 있고, 이 경우 발신자에게 해당 통화는 '시외통화'라는 안내음성이 송출된다.
| 번호             | 사업자           |
| ---------------- | ---------------- |
| 1588, 1577, 1899 | KT               |
| 1544, 1644, 1661 | LG유플러스       |
| 1566, 1600, 1670 | SK브로드밴드     |
| 1688, 1666       | 세종텔레콤       |
| 1599             | SK텔링크         |
| 1877             | 한국케이블텔레콤 |
| 1855             | LG헬로비전       |
| 1800             | 티온텔레콤       |

## 콜렉트콜
이 번호로 전화를 걸면 수신자가 통화 요금을 부담하며 현재 KT와 SK,세종텔레콤만 운영중이다.
| 번호        | 사업자 (공중전화 연결시 긴급전화)        |
| ----------- | ---------------------------------------- |
| 1541        | KT                                       |
| 1633, 08217 | LG유플러스 (2024년 8월 31일 서비스 종료) |
| 1655        | SK브로드밴드                             |
| 1677        | 세종텔레콤                               |
| 1682        | SK텔링크 (2020년 7월 18일 종료)          |